# Phellinus betulinus
Phellinus betulinus är en svampart som först beskrevs av William Alphonso Murrill, och fick sitt nu gällande namn av Parmasto 2007. Phellinus betulinus ingår i släktet Phellinus och familjen Hymenochaetaceae.   Inga underarter finns listade i Catalogue of Life.